# Farkasrév község
Farkasrév község (románul: Comuna Vadu Izei) község Máramaros megyében, Romániában. Központja Farkasrév, hozzá tartozik Disznópataka.

## Népessége
A 2011-es népszámlálás adatai alapján a község népessége 2659 fő volt.